# Gunilla Hallonsten
Gunilla Hallonsten, född 4 november 1965 i Skövde, är en svensk präst och teologie doktor.
Gunilla Hallonsten prästvigdes för Lunds stift 2000, och arbetade 2000-2002 som präst i Kirsebergs församling.  Hon var utsänd medarbetare i södra Afrika, och blev teologie doktor vid Lunds universitet 2012. Hon har varit chef för avdelningen för kyrkoliv och den internationella avdelning på Svenska kyrkan på nationell nivå i Uppsala. Gunilla Hallonsten var biskopskandidat i biskopsvalet i Västerås stift 2015 och i Stockholms stift 2019 men blev inte vald. Hon valdes 2022 till ny ordförande för Right Livelihood Award. . Den 1 februari 2021 tillträdde hon som kyrkoherde i Malmö pastorat, och kontraktsprost för Malmö kontrakt.
Hallonsten uppmärksammades 2015 för att i ett kollektformulär ändrat den trinitariska formeln (Fadern, Sonen och den Heliga Anden). . 